# Chang'an Airlines

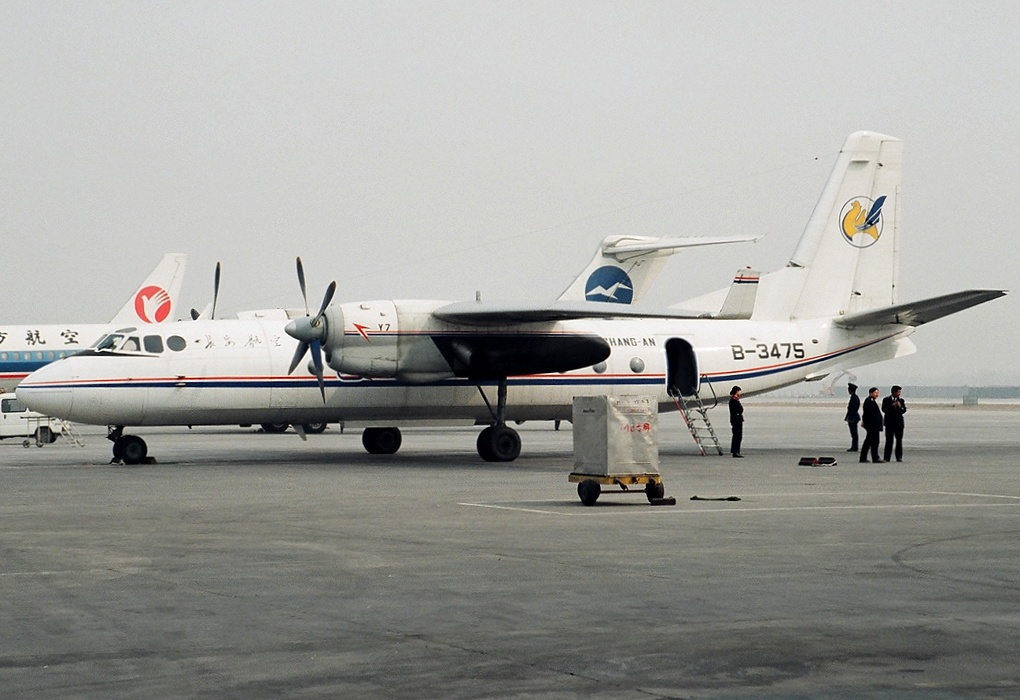
Een Xian Y-7 van Chang'an Airlines op Beijing Capital International Airport in 1997

Chang'an Airlines (长安航空) was een Chinese luchtvaartmaatschappij met het hoofdkantoor in Xi'an. 
De luchtvaartmaatschappij voerde zowel passagiers- als vrachtvluchten uit. Chang'an Airlines was voor 73,51% eigendom van Hainan Airlines. Op 27 november 2007 fuseerde ze met China Xinhua Airlines en Shanxi Airlines tot Grand China Air.

## Vloot
Op 3 januari 2012 bestond de vloot van Chang'an Airlines uit de volgende toestellen:
- 4 Boeing 737-800

In het verleden heeft Chang'an Airlines de volgende type vliegtuigen geopereerd:
- Airbus A319
- Boeing 737-700
- Bombardier Dash 8 1400
- Xian Y-7